# 敲打密碼
|    | 欄 | 欄 | 欄 | 欄   | 欄 | 欄 |
| 列 | 0  | 1  | 2  | 3    | 4  | 5  |
| -- | -- | -- | -- | ---- | -- | -- |
| 列 | 1  | A  | B  | C／K | D  | E  |
| 列 | 2  | F  | G  | H    | I  | J  |
| 列 | 3  | L  | M  | N    | O  | P  |
| 列 | 4  | Q  | R  | S    | T  | U  |
| 列 | 5  | V  | W  | X    | Y  | Z  |

敲打密碼，又或稱為打拍密碼（英語：Tap code、Knock Code，簡稱敲碼或打碼），是一種將文字訊息以一字一字加密的方法。加密方法十分簡單，如方法名稱所言，加密信息就是以打拍的方式傳達。
打拍密碼常被監獄囚犯用作溝通，方法就是敲打囚倉的鐵圍欄、水管和牆壁。

## 設計
打拍密碼是基於波利比烏斯四方的設計，即一個五乘五的正方形，內裡包括所有拉丁字母，除了被「C」取代的「K」。密碼接收者只需要辨識每一下敲打聲之間的時間差距，並可以解碼。
每一個字母都是以敲打兩個數字組成：
- 首先敲打的是「列」（如敲打兩下代表的可能性為：F G H I J）
- 暫停（讓接收者知悉已經敲打完「列」的數字）
- 其次敲打的是「欄」（如再敲打兩下代表的字母為：G）

以「水（Water）」為例，密碼如下：（注意每一個英文字母之間的停頓必須比「列」與「欄」之間的停頓為長）
| 字母   | W        | A    | T         | E       | R       |
| 列與欄 | 5，2     | 1，1 | 4，4      | 1，5    | 4，2    |
| 密碼   | ····· ·· | · ·  | ···· ···· | · ····· | ···· ·· |

另外，部分字母亦有特別用途：
- 字母「X」被用作斷句的「句號」
- 字母「K」被用作「確認收悉」

由於使用此方法需要一段時間去表達一個字母，因此囚犯通常會使用縮寫與首字母縮略詞以表達一些普通或經常用到的詞彙，例如以「GN」取代「晚安（Good night）」，又或「GBU」取代「上帝保佑你（God bless you）」。

## 對比摩斯密碼
|          | 打拍密碼                                            | 摩斯密碼                                   |
| -------- | --------------------------------------------------- | ------------------------------------------ |
| 整體難度 | 較低                                                | 較高                                       |
| 學習時間 | 較短                                                | 較長                                       |
| 學習方法 | 四方表 - 認識拉丁字母次序 - 背熟每列首字母「AFLQV」 | 電碼表 - 認識霍夫曼编码 - 背熟電碼表二叉樹 |
| 分辨方法 | 列與欄                                              | 點與劃                                     |
| 注意之處 | 停頓之分別                                          | 清晰和精確                                 |
| 拍打聲音 | 只需要一種                                          | 兩種：點劃                                 |

## 歷史
打拍密碼的起源是來自古希腊的波利比烏斯四方。19世紀，虚无主义运动影響俄羅斯，部分主義者因反對君主而被囚，他們在獄中開始使用西里尔字母版的敲打密碼。1941年，阿瑟·库斯勒的經典作品《中午的黑暗》也使用了敲打密碼。1952年，库尔特·冯内古特的小說作品《自動演奏鋼琴》亦有一段囚犯使用類似打拍密碼的方式而溝通的對話，但小說中的密碼則更加原始，並沒有運用波利比烏斯四方，而是按照拉丁字母在字母表的次序而敲打，例如「P」是第16個字母，因此密碼為敲打16次。
密碼最為著名的事蹟發生在越南战争期間。1965年6月，四名美軍战俘被囚禁在火爐監獄，他們分別是：卡萊爾·史密蒂·哈里斯空军上尉、菲利普·巴特勒海軍中尉、羅伯特·皮爾空軍中尉、羅伯特·舒馬克海軍少校。哈里斯曾經聽聞過二戰期間曾有囚犯使用打拍密碼，並記得一名美国空军教官亦曾經討論密碼的用法。
在越南，被單獨囚禁的囚犯使用打拍密碼為溝通方法，方法亦十分成功。戰俘使用此方法溝通亦可避免守衛知悉對話內容，不被容許說話的囚犯亦可在別人大腿上敲打密碼作溝通。運用打拍密碼的最終目的，是避免囚犯之間因被隔絕而令指揮鏈斷裂並保持士氣。

## 外部鏈結
- 打拍密碼網上加密／解密器 （页面存档备份，存于）
- 俄文打拍密碼 （页面存档备份，存于）
- 打拍密碼之藝術知識 （页面存档备份，存于）